# Eleccions legislatives txeques de 1990
Les eleccions legislatives txeques de 1990 se celebraren el 5 el 9 de juny de 1990 i foren les primeres eleccions democràtiques després de la Revolució de Vellut. El partit més votat fou el Fòrum Cívic i el seu cap Václav Klaus fou nomenat primer ministre. La participació fou del 96,8%.

## Resultats al Consell Nacional Txec
| Partits i Coalicions                                          | Partits i Coalicions | Partits i Coalicions | %     | Escons |
|                                                               | Fòrum Cívic (Občanské fórum) | Fòrum Cívic (Občanské fórum) | 49,5% | 124    |
|                                                               | Partit Comunista de Txecoslovàquia (Komunistická strana Československa)                                                                  | Partit Comunista de Txecoslovàquia (Komunistická strana Československa)                                                                  | 13,2% | 33     |
|                                                               | Moviment per una Democràcia Autònoma - Partit per Moràvia i Silèsia (Hnutí za samosprávnou demokracii - Společnost pro Moravu a Slezsko) | Moviment per una Democràcia Autònoma - Partit per Moràvia i Silèsia (Hnutí za samosprávnou demokracii - Společnost pro Moravu a Slezsko) | 10%   | 23     |
|                                                               | Unió Democristiana (Křesťanská a demokratická unie)                                                                                      | Partit Popular Txecoslovac (Československá strana lidová)                                                                                | 8,4%  | 20     |
| Partit Democristià (Křesťansko - demokratická strana)         | Unió Democristiana (Křesťanská a demokratická unie)                                                                                      | | 8,4%  | 20     |
| Moviment Democràtic Cristià (Křesťansko - demokratické hnutí) | Unió Democristiana (Křesťanská a demokratická unie)                                                                                      | | 8,4%  | 20     |
|                                                               | Aliança d'Agricultors i del Camp (Spojenectví zemědělců a venkova)                                                                       | Aliança d'Agricultors i del Camp (Spojenectví zemědělců a venkova)                                                                       | 4,1%  | -      |
|                                                               | Socialdemocràcia Txecoslovaca (Československá sociální demokracie)                                                                       | Socialdemocràcia Txecoslovaca (Československá sociální demokracie)                                                                       | 4,1%  | -      |
|                                                               | Partit Verd (Strana zelených) | Partit Verd (Strana zelených) | 4,1%  | -      |
|                                                               | Partit Socialista Txecoslovac (Československá strana socialistická)                                                                      | Partit Socialista Txecoslovac (Československá strana socialistická)                                                                      | 2.7%  | -      |